# Méras
Méras (okzitanisch Meràs) ist eine französische Gemeinde mit 97 Einwohnern (Stand 1. Januar 2022) im Département Ariège in der Region Okzitanien (zuvor Midi-Pyrénées); sie gehört zum Arrondissement Saint-Girons und zum Kanton Arize-Lèze.

## Lage
Méras liegt im Norden des Départements Ariège. Nächstgelegene Stadt ist das etwa 26 Kilometer (Luftlinie) ostsüdöstlich gelegene Pamiers; die Großstadt Toulouse ist knapp 70 Kilometer in nördlicher Richtung entfernt. Die Gemeinde liegt im Massif du Plantaurel. An der nordöstlichen Gemeindegrenze verläuft das Flüsschen Camedon.
Die Gemeinde besteht aus dem Dorf Méras und etlichen Einzelgehöften.

## Geschichte
Ein (untergegangenes) Schloss von Méras wurde erstmals im Jahr 1263 als Besitz der Grafen von Foix erwähnt. Der Ort war Teil der Kastlanei Le Carla innerhalb der Grafschaft Foix und wurde durch die Nebenlinie Foix-Rabat regiert. In den Religionskriegen wurde der Ort 1568 von Hugenotten verwüstet. Die Gemeinde gehörte von 1793 bis 1801 zum District Mirepoix-Pamiers. Zudem lag sie von 1793 bis 1801 im Kanton Daumazan und war von 1801 bis 2015 Teil des Kantons Le Mas d’Azil (1793–1801 unter dem Namen Kanton Mas d’Azis).

## Bevölkerungsentwicklung
| Jahr                       | 1962 | 1968 | 1975 | 1982 | 1990 | 1999 | 2006 | 2012 | 2019 |
| Einwohner                  | 67   | 71   | 73   | 63   | 45   | 61   | 75   | 102  | 104  |
| Quellen: Cassini und INSEE |      |      |      |      |      |      |      |      |      |

Im 19. Jahrhundert zählte der Ort zeitweise beinahe 200 Einwohner. Die zunehmende Mechanisierung der Landwirtschaft führte zu einem kontinuierlichen Absinken der Einwohnerzahlen bis auf die Tiefststände Ende des 20. Jahrhunderts.

## Sehenswürdigkeiten
- Kirche Saint-Martin; erbaut 1633, erweitert 1863, Glockenturm aus dem Jahr 1927
- Wegkreuz an der D26 westlich des Dorfs